# Andrea Castellani
Pour les articles homonymes, voir Castellani.
Pas d'image ? Cliquez ici

a Compétitions nationales et continentales officielles uniquement.

b Matchs officiels uniquement.
 Andrea Castellani  (né le 15 mai 1972 à L'Aquila, dans les Abruzzes, en Italie centrale) est un joueur italien de rugby à XV.

## Biographie
Andrea Castellani  est pilier et mesure 1,90 m pour 115 kg. 
Il honore sa première sélection internationale le 18 mai 1994 avec l'équipe d'Italie contre la République tchèque pour une victoire 104-8 à Viadana dans le cadre des qualifications pour la Coupe du monde de rugby 1995. 
Andrea Castellani a 23 sélections internationales.
Il apprend le rugby avec L'Aquila Rugby.

## Clubs successifs
- L'Aquila 1993-1996
- Benetton Trévise 1996-1997
- L'Aquila 1997-1998
- Rugby Rome 1998-2003
- Unione Rugby Capitolina (entraîne avant) 2003-2008

## Sélection nationale
- 23 sélections avec l'Italie
- Sélections par année : 1 en 1994, 2 en 1995, 2 en 1996, 4 en 1997, 7 en 1998 et 7 en 1999.
- Coupe du monde de rugby disputée : 1999 (2 matchs, 2 comme titulaire).